# Flávio Ferreira
Flávio Nunes Ferreira (Nogueira do Cravo, 19 ottobre 1991) è un ex calciatore portoghese, di ruolo difensore.

## Carriera
Dopo una stagione passata nelle giovanili del Tourizense viene acquistato nel 2010 dal Covilhã, squadra militante in Liga de Honra. A fine stagione, dopo aver avuto un rendimento molto alto, viene acquistato dall'Académica.

## Palmarès

### Competizioni nazionali
- Coppa del Portogallo: 1

Academica: 2011-2012